# 97-я гвардейская стрелковая дивизия
97-я гвардейская стрелковая Полтавская Краснознамённая, орденов Суворова и Богдана Хмельницкого дивизия (97 гв. сд) — тактическое соединение Рабоче-крестьянской Красной армии периода Великой Отечественной войны.
Образована на основе 343-й стрелковой дивизии 1-го формирования.

## История

### 1943—1991
Создана 4 мая 1943 путём переименования 343-й стрелковой дивизии 1-го формирования. В новом своём качестве участвовала в боях за Полтаву. В ознаменование освобождения Полтавы указом Верховного главнокомандующего от 23 сентября 1943 № 22 удостоена почётного наименования «Полтавская». В составе 5-й гвардейской армии участвовала в боях на Курской дуге, освобождении Левобережной Украины, Кировоградской, Уманско-Ботошанской, Львовско-Сандомирской, Сандомирско-Силезской, Нижнесилезской, Верхнесилезской, Берлинской и Пражской операциях.. Войну завершила в составе 32-го гвардейского стрелкового корпуса. За боевые заслуги награждена орденом Красного Знамени, орденами Суворова 2-й степени и Богдана Хмельницкого 2-й степени. Около 8 с половиной тысяч её воинов награждены орденами и медалями, 12 присвоено звание Героя Советского Союза.
В послевоенный период оставалась стрелковым соединением, а в 1957 году была переформирована в мотострелковую дивизию, сохраняя в своём составе полки времён Великой Отечественной.. На начало 1991 года состояла со штабом в Славуте в составе 13-й отдельной Краснознамённой армии Прикарпатского военного округа. В дивизии был сокращённый танковый парк Т-72, из трёх мотострелковых полков один был оснащён БТР, у остальных бронетехники не было. Артиллерия была представлена миномётами, РСЗО и 84 самоходными артиллерийскими установками.

### После 1991
После провозглашения независимости Украины дивизия оказалась в составе вооружённых сил Украины.
Пссле создания в 1997 году Западного оперативного командования Сухопутных войск ВС Украины дивизия была переформирована в 97-ю отдельную гвардейскую механизированную Полтавскую орденов Красного Знамени, Суворова и Богдана Хмельницкого бригаду с сохранением всех ранее присвоенных почётных наименований и государственных наград.
30 октября 2004 в связи с организационно-штатными мерами 97-я отдельная механизированная бригада (в/ч А-1766) была расформирована.

## Боевой состав
- 289-й гвардейский стрелковый полк,
- 292-й гвардейский стрелковый полк,
- 294-й гвардейский стрелковый полк,
- 232-й гвардейский артиллерийский полк,
- 104-й отдельный гвардейский истребительный противотанковый дивизион,
- 100-я отдельная гвардейская разведывательная рота,
- 110-й отдельный гвардейский сапёрный батальон,
- 141-й отдельный гвардейский батальон связи (до 5 ноября 1944 года — 20-я отдельная гвардейская рота связи),
- 423-й (105-й) медико-санитарный батальон,
- 101-я отдельная гвардейская рота химической защиты,
- 168-я (103-я) автотранспортная рота.
- 194-я (102-я) полевая хлебопекарня
- 796-й (95-й) дивизионный ветеринарный лазарет
- 543-я полевая почтовая станция
- 795-я полевая касса Государственного банка СССР[6]

- Управление дивизии (1 ПРП-4, 1 Р-145БМ)
- 289-й гвардейский мотострелковый Висленский ордена Кутузова полк, Славута: 10 Т-72, 14 БМП-1, 2 БРМ-1К, 3 БТР-70, 12 2С1 «Гвоздика», 12 ПМ-38)
- 292-й гвардейский мотострелковый полк, Славута: 10 Т-72, 85 БТР-70, 3 БТР-60, 3 БМП-1, 2 БРМ-1К, 12 2С1 «Гвоздика», 12 ПМ-38
- 294-й гвардейский мотострелковый полк, Славута: 10 Т-72, 3 БМП-1, 2 БРМ-1К, 12 2С1 «Гвоздика», 12 ПМ-38)
- 110-й танковый Знаменский Краснознамённый полк, Славута: 31 Т-72, 7 БМП-1, 1 БРМ-1К, 1 БТР-70, 12 2С1 «Гвоздика»
- 232-й гвардейский самоходно-артиллерийский полк, Славута: 36 2СЗ «Акация», 12 БМ-21 «Град»
- 1094-й зенитный артиллерийский полк
- 1287-й отдельный противотанковый артиллерийский дивизион, Славута
- 94-й отдельный разведывательный батальон, Славута: 9 БМП-1, 7 БРМ-1К, 6 БТР-70, 2 Р-145БМ, 1 Р-156БТР
- 141-й отдельный батальон связи, Славута (7 Р-145БМ, 1 Р-137Б)
- 110-й отдельный инженерно-сапёрный батальон, Славута (2 УР-67)
- 659-й отдельный батальон материального обеспечения
- 30-й отдельный ремонтно-восстановительный батальон

Итого: 61 танк, 51 БМП, 98 БТР, 84 САУ, 36 миномётов, 14 РСЗО

### Периоды вхождения в состав Действующей армии
- 10 июля 1943 — 25 июня 1944
- 13 июля 1944 — 11 мая 1945

## Командиры дивизии в годы Великой Отечественной войны
- гвардии генерал-майор Усенко, Матвей Алексеевич (04.05.1943 — 12.05.1943, погиб 12.05.1943)
- Гвардии полковник Кашляев, Василий Яковлевич (13.05.1943 — 30.05.1943),
- Гвардии полковник Анциферов, Иван Иванович (01.06.1943 — 19.04.1944, с 25.09.1943 генерал-майор),
- Гвардии подполковник Лашков, Михаил Иванович (20.04.1944 — 22.05.1944),
- Гвардии генерал-майор Анциферов Иван Иванович (23.05.1944 — 08.10.1944),
- Гвардии полковник Голуб, Ефрем Михайлович (09.10.1944 — 28.12.1944),
- Гвардии полковник Гаран, Антон Прокофьевич (29.12.1944 — 11.05.1945).

## Награды дивизии
- 4 мая 1943 года — Почетное звание Гвардейская — присвоено приказом Народного комиссара обороны СССР № 202 от 4 мая 1943 года[8] за проявленную отвагу в боях за Отечество с немецкими захватчиками, за стойкость, мужество, дисциплину и организованность, за героизм личного состава;
- 23 сентября 1943 года — Почетное наименование «Полтавская» — присвоено приказом Верховного Главнокомандующего за отличие в боях с немецкими захватчиками при освобождении города Полтавы;
- 29 сентября 1943 года —  Орден Красного Знамени — награждена указом Президиума Верховного Совета СССР за образцовое выполнение боевых заданий командования на фронте борьбы с немецкими захватчиками и проявленные при этом доблесть и мужество[9];
- 8 января 1944 года —  Орден Суворова II степени — награждена указом Президиума Верховного Совета СССР за образцовое выполнение боевых заданий командования на фронте борьбы с немецкими захватчиками и проявленные при этом доблесть и мужество[10];
- 4 июня 1945 года —  Орден Богдана Хмельницкого II степени — награждена указом Президиума Верховного Совета СССР за образцовое выполнение боевых заданий в боях с немецкими захватчиками при овладении городом Дрезден и проявленные при этом доблесть и мужество[11].

Награды частей дивизии:
- 289-й гвардейский стрелковый Висленский[12] ордена Кутузова[13] полк[14],
- 292-й гвардейский стрелковый ордена Красной Звезды[13] полк[15],
- 294-й гвардейский стрелковый ордена Александра Невского[16] полк[17],
- 104-й отдельный гвардейский истребительный противотанковый ордена Красной Звезды[13] дивизион[15]

## Отличившиеся воины
Герои Советского Союза:
- Агеев, Филипп Павлович, гвардии старшина, командир огневого взвода 292-го гвардейского стрелкового полка.
- Вишневский, Михаил Григорьевич, гвардии майор, командир батальона 292-го гвардейского стрелкового полка.
- Жежеря, Александр Ефимович, гвардии сержант, командир пулемётного расчёта 289-го гвардейского стрелкового полка.
- Корячко, Карп Дмитриевич, гвардии капитан, командир роты автоматчиков 289-го гвардейского стрелкового полка.
- Мариныч, Иван Иванович, гвардии старший сержант, командир орудия батареи 76-мм пушек 289-го гвардейского стрелкового полка.
- Насардинов, Гафар Назарович, гвардии старший лейтенант, командир стрелковой роты 294-го гвардейского стрелкового полка.
- Науменко, Юрий Андреевич, гвардии подполковник, командир 289-го гвардейского стрелкового полка.
- Розанов, Иван Григорьевич, гвардии майор, командир 232-го гвардейского артиллерийского полка.
- Стеблевский, Алексей Кузьмич, гвардии майор, командир батальона 289-го гвардейского стрелкового полка.
- Усенко, Иван Романович, гвардии младший сержант, командир пулемётного расчёта 294-го гвардейского стрелкового полка.
- Харитонов, Александр Данилович, гвардии полковник, командир 294-го гвардейского стрелкового полка.
- Шестаков, Алексей Андреевич, гвардии старший лейтенант, командир стрелковой роты 294-го гвардейского стрелкового полка.

 Кавалеры ордена Славы трёх степеней
- Акиньшин, Александр Васильевич, гвардии младший сержант, наводчик миномёта батареи 120-мм миномётов 289 гвардейского стрелкового полка
- Афанасьев, Владимир Андреевич, гвардии старший сержант, командир расчёта 82-мм миномёта 289 гвардейского стрелкового полка
- Виноградов, Александр Федотович, гвардии старший сержант, командир пулемётного расчёта 289 гвардейского стрелкового полка.
- Волков, Василий Дмитриевич, гвардии сержант, командир стрелкового отделения 289 гвардейского стрелкового полка.
- Горошко Иван Григорьевич, гвардии сержант, командир отделения 289 гвардейского стрелкового полка. Указ Президиума Верховоного Совета СССР от 15 мая 1946 года.Лишён всех наград за измену Родине. Указ Президиума Верховного Совета СССР от 30 октября 1950 года.
- Дарьев, Григорий Никитович, гвардии сержант, командир отделения 289 гвардейского стрелкового полка.
- Ищенко, Иван Ильич, гвардии рядовой, разведчик 294 гвардейского стрелкового полка.
- Капустин, Пётр Ефимович, гвардии сержант, командир миномётного расчёта 120 мм миномётной батареи 289 гвардейского стрелкового полка.
- Карпов, Сергей Поликарпович, гвардии старший сержант, командир расчёта 82 мм миномёта 292 гвардейского стрелкового полка.
- Катана, Иван Антонович, гвардии рядовой, разведчик взвода пешей разведки 289 гвардейского стрелкового полка.
- Кузьмин, Степан Алексеевич, гвардии младший сержант, командир отделения 100 отдельной гвардейской разведывательной роты.
- Максимов, Михаил Андреевич, гвардии старший сержант, командир расчёта 76 мм пушки 104 отдельного гвардейского истребительно-противотанкового артиллерийского дивизиона.
- Матрой, Иван Куприянович, гвардии сержант, командир стрелкового отделения 289 гвардейского стрелкового полка.
- Мигун, Пётр Семёнович, гвардии старший сержант, помощник командира взвода 289 гвардейского стрелкового полка.
- Мутигуллин, Абдулла Мутигулович, гвардии сержант, командир отделения 292 гвардейского стрелкового полка.
- Мухамитдянов, Минкасим Низамутдинович, гвардии младший сержант, командир миномётного расчёта 289 гвардейского стрелкового полка.
- Нестеренко, Николай Дементьевич, гвардии сержант, помощник командира взвода 100 отдельной гвардейской разведывательной роты.
- Санфиров, Пётр Павлович, гвардии сержант, командир отделения сапёрного взвода 289 гвардейского стрелкового полка.
- Скоробогатько, Василий Сергеевич, гвардии старший сержант, командир расчёта 82-мм миномёта 292 гвардейского стрелкового полка.
- Стерпул, Яков Логвинович, гвардии рядовой, автоматчик 289 гвардейского стрелкового полка.
- Тремасов, Павел Николаевич, гвардии младший сержант, командир отделения 110 отдельного гвардейского сапёрного батальона.
- Трофимов, Сергей Петрович, гвардии младший сержант, командир расчёта 82-мм миномёта 289 гвардейского стрелкового полка.
- Юрченко, Фёдор Маркович, гвардии старший сержант, командир расчёта 45-мм пушки 289 гвардейского стрелкового полка.
- Язов, Александр Митрофанович, гвардии старший сержант, командир отделения роты автоматчиков 289 гвардейского стрелкового полка.